# Абусеитов, Суат Ауэзбекович
Суат Ауэзбекович Абусеитов (каз. Суат Әуезбекұлы Әбусейітов; 4 ноября 1929 — 7 ноября 1992) — казахский советский певец (тенор). Заслуженный артист Казахской ССР (1957), Народный артист Казахской ССР (1981).

## Биография
Родился 4 ноября 1929 года на территории нынешнего Баянаульского района Павлодарской области.
В 1949 окончил Алматинскую государственную консерваторию (класс А. М. Курганова). Стал эстрадно-камерным певцом.
В 1949—1955 годах работал на киностудии «Казахфильм», в 1955—1963 — солист-вокалист Государственного ансамбля песни и танца Казахстана.
С 1963 года и до конца своей жизни — солист эстрадно-симфонического оркестра Казахского радио и телевидения (ныне Эстрадно-симфонический оркестр акима Алматы).
В репертуаре казахские народные песни, романсы русских композиторов и песни современных авторов. Среди них: «Алатау», «Баянаул», «Женеше», «Екi жирен», романсы Чайковского и Римского-Корсакова «Почему», «Не скажу никому» и др. В 60-70-е годы дуэт Суата Абусеитова и Рашида Мусабаева соперничал с братьями Абдуллиными и пользовался невероятным успехом.
Лауреат Всемирного фестиваля молодёжи и студентов в Москве (1957).
Снимался в фильмах «Это было в Шугле» (1955), «Мы здесь живём» (1956), «У подножья Найзатас» (1969).
Скончался 7 ноября 1992 года в Алма-Ате.

## Награды
- Народный артист Казахской ССР (1981)
- Орден «Знак Почёта» (3 января 1959) — за выдающиеся заслуги в развитии казахского искусства и литературы и в связи с декадой казахского искусства и литературы в гор. Москве[2]

- Заслуженный артист Казахской ССР (1957)

## Память
Его именем в Павлодаре названа школа искусств.